# Carmo (ort)
Carmo är en ort i Brasilien.   Den ligger i kommunen Carmo och delstaten Rio de Janeiro, i den sydöstra delen av landet, 900 km sydost om huvudstaden Brasília. Carmo ligger 354 meter över havet och antalet invånare är 11 555.
Terrängen runt Carmo är kuperad. Närmaste större samhälle är Além Paraíba, 11,1 km nordväst om Carmo.
Omgivningarna runt Carmo är huvudsakligen savann. Runt Carmo är det ganska tätbefolkat, med 58 invånare per kvadratkilometer.